# Lars Strömblad
Lars Strömblad, född 3 augusti 1743 i Örberga församling, Östergötlands län, död 24 mars 1807 i Vessige församling, Hallands län, var en svensk orgelbyggare, klockare och organist.
Strömblad föddes i Örberga församling. Han bodde från 1761 i Östra Varv, Varvs socken och arbetade som hauboist i Östgöta infanteriregemente. Han kom senare i livet att vistas i Pommern som musiker, var nummer 53 Öster Varv i Vadstena kompani, Östgöta infanteriregemente. Strömblad flyttade 1766 till Ödeshög och blev organist och klockare där. 1785 blev han organist i Falköpings församling.
Han blev underkänd i examen inför Musikaliska akademien 1772, men kom senare att bli godkänd år 1773. Mellan åren 1779 och 1784 hade han en verkstad på Nyby i Väversunda. och sedan i Falköping. Från år 1800 var han verksam i Hallands län.

## Biografi
Strömblad föddes 3 augusti 1743 i Mörby, Örberga socken och var son till soldaten Lars Strömblad/Strömberg och Lisken Simonsdotter.
Strömblad tar omkring 1761 över tjänsten som oboist och musikant efter Clas Westerell i Vadstena kompani under Östgöta regemente nr 53 Öster Varvs rote. Han tog avsked 14 september 1767. 

### Askersund
Strömblad arbetade som organist och klockare i Askersunds stadsförsamling mellan 1764 och 1766. Han kom dit den 30 maj 1764.

### Ödeshög
Han blir anställd som klockare och organist i Ödeshögs församling den 6 maj 1766. Strömblad bodde i Ödeshög och gifter sig den 22 juli 1766 med Anna Greta Blohm, dotter till organisten i Ödeshög Peter Blom. De bor på Ödeshögs Skattegård från 1766 till ca 1776.

### Väversunda
Familjen flyttade omkring 1782 till Nyby i Väversunda. Där började Strömblad att arbeta som orgelbyggare.

### Falköping
1785 flyttade familjen till Per Lars tomt i Falköping. 1791 bosatte sig familjen på Rödesten i Falköping. Där var Strömblad verksam som organist och orgelbyggare. Hustrun Chatarina Salin avlider den 18 november 1798 efter barnafödseln. Då hon födde sonen Johan Gustaf den 13 november, 5 dagar tidigare. 25 maj 1801 gifter sig Strömblad med Susanna Beata Ulfsparre i Yaberg, Femsjö socken.

### Lidhult
1803 flyttade familjen till Torsaberg i Lidhults socken, Kronobergs län. Där de får barnen Ulrica och Adolph.
Strömblad avlider av bröstsjukdom den 24 mars 1807 i Vessige socken och begravs den 3 april samma år.

## Familj
- Anna Gretha Blom, född 5 september 1745 i Ödeshög, död 19 december 1792 i Falköping, dotter till organisten Peter Jakobsson Blom (ca 1716–1765). Gift 22 juli 1766 med Lars Strömblad.
  - Maria Elisabet Strömblad, född 14 juli 1767 i Ödeshögs socken,[51] död 2 augusti 1767 i Ödeshögs socken.[52]
  - Hedvig Strömblad, född 20 augusti 1768 i Ödeshögs socken,[53] död 13 maj 1769 i Ödeshögs socken.[54]
  - Christina Charlotta Strömblad, född 5 juni 1770 i Ödeshögs socken,[55] död 25 mars 1819 i Falköping.[56] Gift 22 november 1799 i Falköping med snickarlärlingen Anders Åman (1771–1803).[57]
  - Maria Lisa Strömblad, född 16 augusti 1773 i Ödeshögs socken.[58]
  - Hedvig Sophia Strömblad, född 28 februari 1777 i Väversunda socken.[59]
  - Lorentz Strömblad, född 7 november 1779 i Rogslösa socken,[60] död 30 juli 1809 i Söndrums socken, var organist och orgelbyggare.
  - Petrus Strömblad, född 31 oktober 1782 i Rogslösa socken,[61] död 23 april 1819 i Göteborg, var organist och orgelbyggare.
  - Maja Lisa, född 1786 i Falköping.

- Catharina Salin, född 7 juni 1763 i Yllestads socken, död 18 november 1798 i Falköping,[62] dotter till sadelmästaren Gustav Salin (ca 1716–1782). Gift 16 oktober 1795 i Falköping med Lars Strömblad.
  - Johan Gustaf Strömblad, född 13 november 1798 i Falköping.[63]
  - Ulrica Gustafva Strömblad, född 8 mars 1796 i Falköping,[64] död 11 augusti 1797 i Falköping.[65]

- Susanna Beata Ulfsparre, född 20 december 1777, död 23 juni 1855 i Halmstad. Gift 25 maj 1801 i Femsjö socken med Lars Strömblad.[66] De fick tillsammans barnen Carl Göran (född 1802),[67] Ulrica (1803–1869)[68] död 16 mars 1869 i Halmstad och Adolph Strömblad (född 1805).[69]

## Gesäller
- 1776 - Hjelmgren. Han var gesäll hos Strömblad.
- 1776 - Sven Tollqvist, var lärodräng.
- 1776–1777 - Petter Lundström.
- 1777 - Magnus Rosenqvist.
- 1778 - Petter Lundström.
- 1778 - Hans Petter Hjelmgren.
- 1778 - Nils Setterberg.
- 1784 - Magnus Ramqvist (1732–1792). Han var gesäll hos Strömblad.[28] Ramqvist kom att bli organist i Väversunda församling.
- 1784–1787 - Hans Petter Hjelmgren. Han var orgelbyggargesäll hos Strömblad.[28][29][30][31] Gifte sig den 18 april 1786 med Hedvig Polhammar, dotter till en rådman i Falköping.[70]
- 1784 - Tobias. Han var dräng hos Strömblad.[28][29]
- 1785 - Hagqvist. Han var gesäll hos Strömblad.[29] Han arbetade 1787 som vice organist i Falköping.[31]
- 1785 - Samuel. Han var dräng hos Strömblad.[29]
- 1786 - Fogelberg. Han var gesäll hos Strömblad.[30]
- 1786 - Wennergren. Han var gesäll hos Strömblad.[30]
- 1787 - Johan. Han var dräng hos Strömblad.[31]
- 1789 - Lundblad. Han var gesäll hos Strömblad.[33]
- 1789 - Lindblad. Han var gesäll hos Strömblad.[33]
- 1791 - Wenngren, var gesäll. Han var gesäll hos Strömblad.[35]
- 1792 - Lindblad. Han var gesäll hos Strömblad.[36]
- 1792 - Sandsjö. Han var gesäll hos Strömblad.[36]
- 1792 - Castelius. Han var gesäll hos Strömblad.[36]
- 1794–1802 - Magnus Vestberg (född 1758). Han var gesäll hos Strömblad.[38][39][40][41][42][43][44][45][46]
- 1796 - Johannes. Han var dräng hos Strömblad.[40]
- 1797–1798 - Anders Moberg (1780–1843). Han var lärling hos Strömblad.[41][42][46] Arbeta senare som organist i Hjo.
- 1799–1801 Åman. Han var gesäll hos Strömblad.[43][44]
- 1799 - Anders. Han var dräng hos Strömblad.[43]
- 1802 - Petter. Han var dräng hos Strömblad.[45]
- 1803–1804 Westberg, var orgelbyggargesäll.

## Lista över orglar
| År        | Kyrka                         | Stift      | Bild | Manualer | Pedal                | Stämmor  | Principalgrund | Bevarad orgel/fasad | Övrigt |
| --------- | ----------------------------- | ---------- | ---- | -------- | -------------------- | -------- | -------------- | ------------------- | --- |
| 1771      | Gränna kyrka                  | Växjö      |      | 1        |                      | 12       |                | Nej/Nej             | [ 71 ] |
| 1774      | Hovs kyrka                    | Linköpings |      |          |                      | 7        |                | Nej/Ja (delvis)     | Ny pipor i fasaden. |
| 1775      | Norra Fågelås kyrka           | Skara      |      |          |                      | 10       |                | Nej/Ja              | 1773 beslutades att köpa ett orgelverk av organisten Jonas Åström (1721–1781), Lekeryd. 1774 ansåg man att Åström inte kunde fullborda verket då han inte kunde gjuta tennpipor. Strömblad fick då uppdraget att fullborda orgeln tillsammans med Åström och en gesäll. Orgeln besiktades av organisten Anders Kilander, Vadstena. Bildhuggeri arbetet utfördes av bildhuggaren Carl Brusell, Hjo. |
| 1775      | Norra Sandsjö kyrka           | Växjö      |      |          |                      | 20       |                | Nej/Ja              | |
| 1776      | Mjölby kyrka                  | Linköpings |      |          |                      | 10       |                | Nej/Ja              | Carl Brusell, Hjo tillverkade utsmyckningen på orgelfasaden. Orgeln approberades av hovsekreteraren Johan Miklin. Orgeln flyttades senare till Heda kyrka. |
| 1777      | Östra Ryds kyrka              | Linköpings |      | 1        | Bihangspedal         | 11       | 8'             | Ja/Ja               | Renoverades 1966 av Bröderna Moberg. |
| 1777      | Skeda kyrka                   | Linköpings |      | 1        | Bihangspedal         | 9        | 4'             | Nej/Nej             | Orgeln approberades av hovsekreteraren Johan Miklin. |
| 1778      | Kärna kyrka                   | Linköpings |      |          |                      |          |                | Nej/Nej             | |
| 1778      | Hjorteds kyrka                | Linköpings |      | 1        | Bihangspedal         | 11       | 8'             | Nej/Ja              | [ 76 ] |
| 1778      | Värö kyrka                    | Göteborg   |      | 1        | Bihangspedal         | 10       | 4'             | Nej/Nej             | Den 7 februari 1777 ingick man kontrakt med orgelbyggaren Anders Wollander. Den 7 september 1777 ingick man kontrakt med Strömblad. Orgeln approberades av organist Jonas Askergren i Sätila. |
| 1778/1788 | Dalums kyrka                  | Skara      |      |          |                      |          | 6              | Nej/Ja              | |
| 1779      | Stora Åby kyrka               | Linköpings |      | 1        | Bihangspedal         | 121⁄2    | 8'             | Nej/Ja              | [ 79 ] |
| 1779      | Kälvestens kyrka              | Linköpings |      |          |                      |          |                | Nej/Nej             | |
| 1781      | Sya kyrka                     | Linköpings |      |          |                      |          |                | Nej/Nej             | |
| 1781      | Veta kyrka                    | Linköpings |      |          |                      | 91⁄2     |                | Nej/Ja              | |
| 1783/1782 | Viby kyrka                    | Linköpings |      | 1        | Självständig pedal ? | 16 (8+8) | 8'/8'          | Nej/Ja              | Ombyggd under 1800-talet. |
| 1784      | Väversunda kyrka              | Linköpings |      |          |                      | 5        |                | Ja/Ja               | Delvis magasinerad. |
| 1784      | Rogslösa kyrka                | Linköpings |      | 1        |                      | 8        | 4'             | Nej/Ja              | |
| 1786      | Vänersborgs kyrka             | Skara      |      |          |                      |          |                |                     | Eventuellt en fasadstämma |
| 1786      | Larvs kyrka                   | Skara      |      |          |                      |          |                |                     | [ 81 ] |
| 1787      | Sankt Olofs kyrka, Falköping  | Skara      |      |          |                      | 13       |                | Nej/Ja              | Eventuellt en fasadstämma. Flyttad 1868 till Trässbergs kyrka. |
| 1787      | Ramsbergs kyrka               | Västerås   |      |          |                      |          |                |                     | Ett projekt som ej utfördes. |
| 1788      | Alseda kyrka                  | Växjö      |      |          |                      |          |                | Nej/Nej             | |
| 1791–1792 | Christinae kyrka, Alingsås    | Skara      |      |          |                      |          |                |                     | Den 21 augusti 1792 besiktades orgeln av domkyrkoorganisten Henric Bäck i Göteborg. Han ansåg då att orgeln inte var färdig då pipor saknas samt att en del pipor inte var stämda. |
| 1793      | Daretorps kyrka               | Skara      |      |          |                      | 10       |                | Nej/Nej             | 1793 skrevs kontrakt med orgelbyggaren om ett nytt orgelverk. |
| 1795      | Byarums kyrka                 | Växjö      |      |          |                      | 18       |                | Nej/Nej             | |
| 1797      | Malmbäcks kyrka               | Växjö      |      |          |                      |          |                | Nej/Nej             | Förstörd i branden 1817. |
| 1797      | Brahekyrkan, Visingsö         | Växjö      |      |          |                      |          | 17             | Nej/Ja              | Eventuellt en fasadstämma |
| 1798      | Södra Ljunga kyrka            | Växjö      |      |          |                      |          |                |                     | |
| 1799      | Traryds kyrka                 | Växjö      |      | 1        |                      | 91⁄2     | 4'             |                     | Eventuellt en fasadstämma |
| 1800      | Sällstorps kyrka              | Göteborgs  |      |          |                      | 15       |                | Nej/Nej             | |
| 1801      | Sankt Nikolai kyrka, Halmstad | Göteborgs  |      |          |                      |          |                |                     | |
| 1801      | Femsjö kyrka                  | Växjö      |      |          |                      | 81⁄2     |                | Nej/Nej             | |
| 1801/1802 | Carl Johans kyrka, Göteborg   | Göteborgs  |      |          |                      | 13       |                | Nej/Nej             | Sattes upp i Carl Johans kyrka, Göteborg 1832 och utökades 1848 av Adolf Fredrik Pettersson. Såldes 1862 till Härryda kyrka. |
| 1802      | Årstads kyrka                 | Göteborgs  |      |          |                      | 17       |                | Nej/Nej             | [ 84 ] |
| 1802      | Veinge kyrka                  | Göteborgs  |      |          |                      | 16       |                | Nej/Nej             | 1798 förslag till orgelverk av Pehr Schiörlin, Linköping och Strömblad. Man valde att anlita Strömblads förslag till orgelverk. |
| 1802      | Söndrums kyrka                | Göteborgs  |      |          |                      | 8        |                | Nej/Nej             | Eventuellt tillskriven sonen Lorentz Strömblad |
| 1803      | Stafsinge kyrka               | Göteborgs  |      |          |                      |          |                |                     | |
| 1803      | Vapnö kyrka                   | Göteborgs  |      |          |                      | 8        |                | Nej/Nej             | Eventuellt tillskriven sonen Lorentz Strömblad |
| 1804      | Fjärås kyrka                  | Göteborgs  |      |          |                      | 19       |                | Nej/Nej             | |
| 1804      | Slättåkra kyrka               | Göteborgs  |      |          |                      | 12       |                |                     | |
| 1805      | Kvibille kyrka                | Göteborgs  |      |          |                      | 11       |                | Nej/Ja              | |
| 1806      | Enslövs kyrka                 | Göteborgs  |      |          |                      | 16       |                | Nej/Nej             | Eventuellt finns delar från denna fasad i den nuvarande. |
| 1807      | Vessige kyrka                 | Göteborgs  |      |          |                      | 15       |                | Nej/Nej             | Färdigställd av sonen Lorentz (Eventuellt tillskriven sonen Lorentz). Orgeln flyttades över från gamla till ny kyrkan 1859. |
| 1808      | Valinge kyrka                 | Göteborgs  |      |          |                      |          |                | Nej/Nej             | Eventuellt tillskriven Lorentz Strömblad |

### Övriga
| År   | Kyrka            | Stift      | Bild | Manualer | Pedal | Stämmor | Principalgrund | Bevarad orgel/fasad | Övrigt |
| ---- | ---------------- | ---------- | ---- | -------- | ----- | ------- | -------------- | ------------------- | --- |
| 1770 | Fivelstads kyrka | Linköpings |      |          |       | 9       |                |                     | Strömblad sätter 1770 upp en orgel i kyrkan. Orgeln stod tidigare i Vårfrukyrkan, Skänninge. Den var byggd 1630 av Per Jönsson och hade 9 stämmor. |